# イカ (企業)
イカ（Internationale Camera Actiengesellschaft 、Ica AG）はドイツにかつて存在したカメラメーカーである。

## 歴史
- 1909年[1]10月7日 - ヒュッティヒ[1]、ヴンシュ[1]、カメラヴェルク・ドクトル・クリューゲナー[1]、カール・ツァイス・パルモスバウ[1]が合併してイカ（Ica AG ）となった。資本金は300万マルク。合併当時の従業員は4社合計で約1,800名ほどであったが合併に際し約1,000名に削減した。代表取締役はヒュッティヒ出身のギド・メンゲルとクリューゲナーの創業者の息子ルドルフ・クリューゲナーが務めた。これにより分散していた特許を集約でき、価格競争が緩和され、固定費が削減できるなど競争力を飛躍的に高め、初年度にはヒュッティヒが11年掛かって生産したのとほぼ同じ台数である9万台のカメラを生産できた。ヒュッティヒのトレードマークだった星が引き継がれて使用されたが、それ以外に眼鏡のようなマークも使われた[1]。
- 1910年 - 18万マルクの利益を出し、5％の配当を実現した。
- 1912年 - スイスチューリッヒのツーラオフ（Zulauf 、1895年創業）を合併した。
- 1914年 - 従業員数は約1,700名であった。
- 1915年 - 従業員数は約1,500名であった。
- 1917年 - エマヌエル・ゴルトベルクが社長に就任した。
- 1920年 - 従業員数は約2,200名に達し、10％の配当を実現した。
  - 3月28日 - コンテッサ・ネッテルと利益共同体を形成した。
- 1925年9月29日 - コンテッサ・ネッテル、ゲルツ、カール・ツァイスとの間で利益共同体契約を締結した。
  - 12月10日 - 利益共同体契約にエルネマンを加えた。
- 1926年 - ツァイス・イコン設立時の母体の一つとなった[1]。

## 製品一覧
- アトム - 原子を語源とする小型カメラ。
- ドナター[2]
- ベベ - クラップカメラ。
- イカレッテ（Icarette ） - ロールフィルムを使用するフォールディングカメラ[1]。4×6.5cm判、6×9cm判、6.5×11cm判、8×10.5cm判などがある[1]。ツァイス・イコンになっても引き続いて製造された[1]。
- イデアル（Ideal ） - 元々ヒュッティヒで製造されていた蛇腹カメラで、ツァイス・イコンになっても引き続いて製造された。高級機。
- ジュウェル（Juwel ） - ツァイス・イコンになっても引き続いて製造された。レンズボードシステムによりレンズが交換できる。
- ポリスコープ（Polyskop ） - 元はツーラオフで製造されていたステレオカメラで、ツァイス・イコンになっても引き続いて製造された[1]。箱形、畳み込み型など各種ある[1]。45×107mm判、60×130mm判があった[3][1]。
- マキシマー（Maximar ） - 蛇腹カメラで、ツァイス・イコンになっても引き続いて製造された。中級機の中でも下位機種。6.5×9cm（大名刺）判、8×10.5cm（手札）判[4]、9×12cm（大手札）判、10×15cm（ポストカード）判、写真乾板またはフィルムパック。
- ミニマム・パルモス - 元はパルモスで製造されていたフォールディングカメラ[1]。
- トロナー[2]
- ボルタ[2]
- ヴィクトリックス（Victrix 、1912年発売[1]） - 日本ではアトムより3割ほど安価に販売された普及版でスプリングカメラではなくレンズボードは手で引き出す方式[1]。アトムやベベと共用できない押し込み式の取枠を使用する[1]。1925年まで販売された[1]。